# Wolf-Dieter Sick

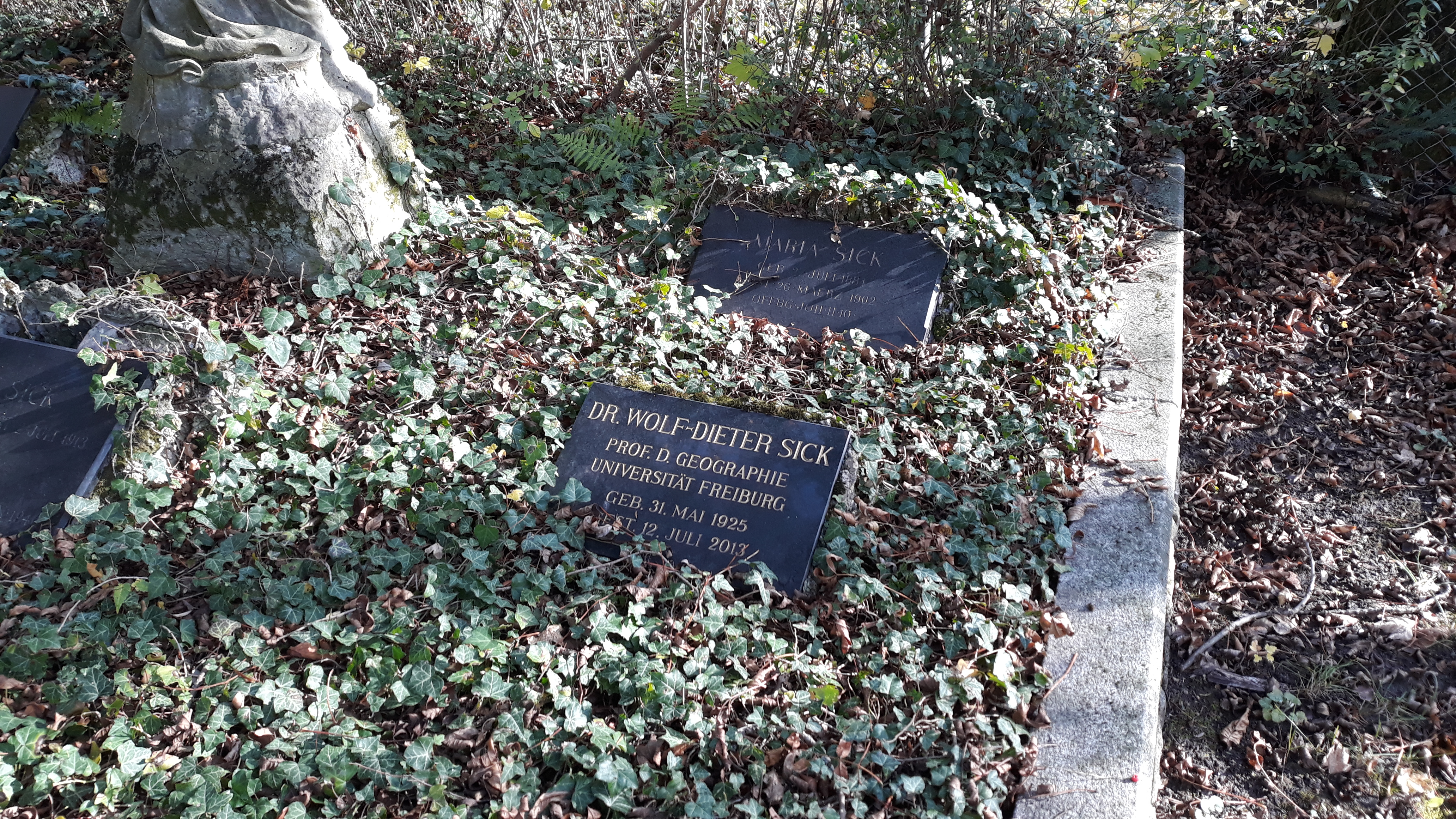
Das Grab von Wolf-Dieter Sick auf dem Pragfriedhof Stuttgart.

Wolf-Dieter Sick (* 31. Mai 1925 in Neunkirchen; † 12. Juli 2013 in Denzlingen) war ein deutscher Geograph und Professor.

## Leben
Sick studierte ab 1947 Geographie, Geschichte und Romanistik an der Eberhard Karls Universität Tübingen und wurde dort Mitglied der Tübinger Burschenschaft Derendingia. Nachdem er 1951 zum Dr. phil. promoviert wurde, war er von 1954 bis 1964 als Dozent in Tübingen und Stuttgart tätig. Er habilitierte 1961.
1964 wurde er Professor für Geographie und Länderkunde an der Albert-Ludwigs-Universität Freiburg. 1990 wurde er emeritiert.
Von 1983 bis 2001 war er Vorsitzender des Alemannischen Instituts in Freiburg und verfasste mehrere Schriften über die geographische Entwicklung Freiburgs. Er war Träger des Nationalordens von Madagaskar.

## Schriften
- Das Siedlungsgefüge im Gebiet der Einzelhöfe und Einödfluren nördlich des Bodensees. 1951.
- Geographische Landesaufnahme: Die naturräumlichen Einheiten auf Blatt 162 Rothenburg o. d. Tauber. Bundesanstalt für Landeskunde, Bad Godesberg 1962. → Online-Karte (PDF; 4,7 MB)
- Wirtschaftsgeographie von Ecuador. Geographisches Institut, Stuttgart 1963.
- Siedlungsschichten und Siedlungsformen. Alemannisches Institut, Freiburg 1972.
- Freiburg im Breisgau, stadtgeographische Probleme der Gegenwart. Alemannisches Institut, Freiburg 1974.
- Agrargeographie. Westermann, Braunschweig 1993.